# Liste der Pfarren im Dekanat Klosterneuburg
Das Dekanat Klosterneuburg ist ein Dekanat im Vikariat Wien Stadt der römisch-katholischen Erzdiözese Wien. Das Dekanat gehört territorial zum Vikariat Unter dem Wienerwald und wird vom Vikariat Wien Stadt nur verwaltet.

## Pfarren mit Kirchengebäuden und Kapellen
| Pfarre                      | Ink.                           | Seit     | Patrozinium              | Kirchengebäude und Kapellen |                         |
| --------------------------- | ------------------------------ | -------- | ------------------------ | --- | ----------------------- |
| Höflein an der Donau        | Klosterneuburg (CanReg)        | um 1000  | Hl. Margareta            | Pfarrkirche Höflein |                         |
| Kierling                    | Klosterneuburg (CanReg)        | 1233     | Hll. Petrus und Paulus   | Pfarrkirche Kierling Josephskapelle im Landesklinikum Donauregion Tulln-Gugging                                                                           |                         |
| Klosterneuburg-St. Leopold  | Klosterneuburg (CanReg)        | 1940     | Hl. Leopold              | Pfarrkirche Klosterneuburg-St. Leopold |                         |
| Klosterneuburg-St. Martin   | Klosterneuburg (CanReg)        | vor 1000 | Hl. Martin               | Pfarrkirche St. Martin Klosterneuburg Kapelle im Landespensionisten- und -pflegeheim Klosterneuburg Agnesheim, Kapelle im Geriatriezentrum Klosterneuburg |                         |
| Klosterneuburg-Stiftspfarre | Klosterneuburg (CanReg)        | 1114     | Mariä Geburt             | Stifts- und Pfarrkirche Maria Geburt (Basilica minor) Gertrudkapelle, Hieronymuskapelle im Krankenhaus Klosterneuburg                                     |                         |
| Kritzendorf                 | Klosterneuburg (CanReg)        | 1783     | Hl. Vitus                | Pfarrkirche Kritzendorf Kapelle im Rehabilitationszentrum Weißer Hof, Kapelle zum göttlichen Herzen Jesu im Alten- und Pflegeheim der Barmherzigen Brüder | Pfarrkirche Kritzendorf |
| Maria Gugging               | Mariannhiller Missionare (CMM) | 1939     | Maria, Königin der Engel | Pfarr- und Wallfahrtskirche Maria Gugging Lourdesgrotte im Wienerwald, Kapelle der Regnum-Christi-Niederlassung                                           |                         |
| Weidling                    | Klosterneuburg (CanReg)        | 1783     | Hll. Petrus und Paulus   | Pfarrkirche Weidling Kirche Maria Namen Weidlingbach, Kapelle im Senioren- und Pflegehaus Klosterneuburg der Caritas, Kirche Scheiblingstein (a)          |                         |

(a) Die Kirche Scheiblingstein kam 2012 von Maria Rast (Mauerbach-Steinbach), Dekanat Purkersdorf, zu Weidling.

## Dekanat Klosterneuburg
Das Dekanat umfasst acht Pfarren in der Stadt Klosterneuburg mit rund 16.000 Katholiken. Davon gehören sieben zum Stift Klosterneuburg. Die zum Dekanat gehörende Lourdesgrotte im Wienerwald ist mit rund 80.000 Pilgern der größte Wallfahrtsort der Erzdiözese.
Diözesaner Entwicklungsprozess
Am 29. November 2015 wurden für alle Pfarren der Erzdiözese Wien Entwicklungsräume definiert. Die Pfarren sollen in den Entwicklungsräumen stärker zusammenarbeiten, Pfarrverbände oder Seelsorgeräume bilden. Am Ende des Prozesses sollen aus den Entwicklungsräumen neue Pfarren entstehen. Das Dekanat Klosterneuburg bildet einen Entwicklungsraum.
Dechanten
- seit ? Reinhard Schandl